# Hotel Rwanda
Hotel Rwanda är en kanadensisk-brittisk-sydafrikansk-italiensk film från 2004 i regi av Terry George, med Don Cheadle i huvudrollen. Den hade biopremiär i USA den 22 december 2004.

## Handling
Paul Rusesabagina arbetar som chef för ett lyxhotell i Rwandas huvudstad Kigali. Han lever ett välbärgat liv med sin familj på säkert avstånd från all fattigdom och de politiska problem som präglar landet och hans största problem är hur han ska kunna behaga sina rika hotellgäster på allra bästa sätt. Men under våren 1994 utbryter plötsligt kaos i landet när landets Hutu-regim inleder ett makabert folkmord på tutsi-befolkningen i landet samtidigt som FN och västvärlden väljer att blunda. Pauls hotell blir tillflyktsorten för hundratals flyktingar. 

## Priser
- Hotel Rwanda blev nominerad till tre Oscar: Bästa biroll - Sophie Okonedo, bästa manliga skådespelare - Don Cheadle och bästa originalmanus - Keir Pearson, Terry George.
- Audience Award, Best Feature, 2004 AFI Festival
- AGF People's Choice Award (Terry George), Toronto International Film Festival
- Vinnare av "Årets skådespelare" IFP Gotham Awards.

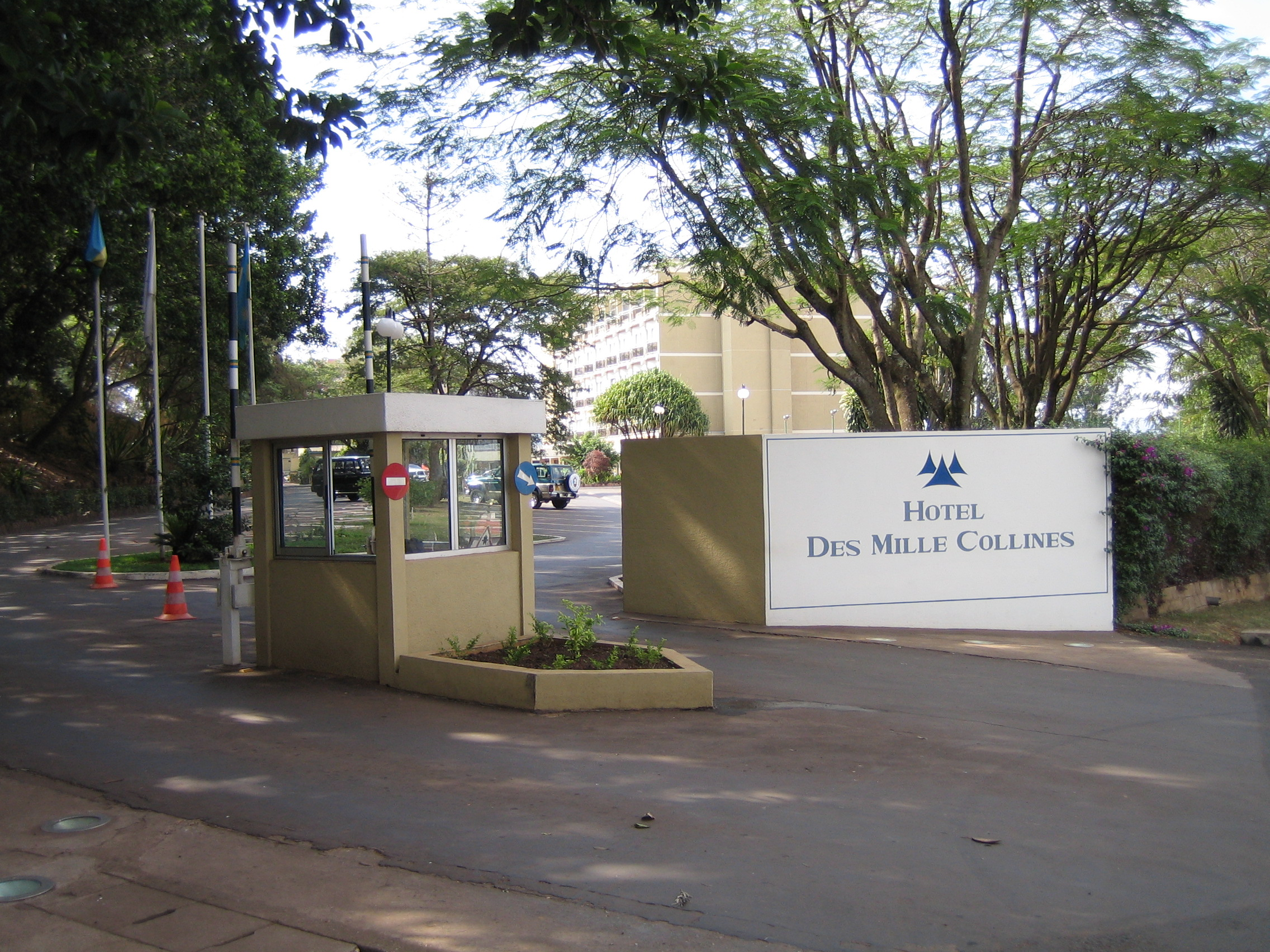
Hôtel des Mille Collines, hotellet där filmen utspelar sig.

## Rollista
- Don Cheadle - Paul Rusesabagina
- Sophie Okonedo - Tatiana Rusesabagina
- Nick Nolte - Överste Oliver (baserad på Roméo Dallaire)
- Joaquin Phoenix - Jack
- Desmond Dube - Dube
- David O'Hara - David
- Cara Seymour - Pat Archer
- Fana Mokoena - General Augustin Bizimungu
- Jean Reno - Mr. Tillens (ej krediterad)
- Hakeem Kae-Kazim - Georges Rutaganda
- Tony Kgoroge - Gregoire
- Mosa Kaiser - Pauls dotter
- Mathabo Pieterson - Pauls dotter
- Ofentse Modiselle - Roger Rusesabagina
- Xolani Mali - Polis
- Neil McCarthy - Jean-Jacques

## Om filmen
Hotel Rwanda är baserad på en verklig historia, och brukar jämföras med Schindler's List.
Filmen utspelar sig i Rwanda men är inspelad i Sydafrika.
Filmen hade publikpremiär i Sverige den 18 mars 2005.

### Fotnoter
1. ↑  ”Hotel Rwanda” (på engelska). Box Office Mojo. 22 december 2004. http://www.boxofficemojo.com/movies/?id=hotelrwanda.htm. Läst 30 augusti 2016.
2. ↑  ”Films >> Hotel Rwanda (2004)”. Reel American History. http://digital.lib.lehigh.edu/trial/reels/films/list/1_53_10. Läst 10 mars 2014.
3. ↑  ”Hotel Rwanda - Afrikas Schindlers List”. ciao.se. Arkiverad från originalet den 10 mars 2014. https://web.archive.org/web/20140310154757/http://www.ciao.se/Hotel_Rwanda__Recension_56152. Läst 10 mars 2014.
4. ↑  ”Affärsmän som 1900-talets hjältar”. popularhistoria.se. Arkiverad från originalet den 1 januari 2014. https://web.archive.org/web/20140101223144/http://www.popularhistoria.se/artiklar/affarsman-som-1900-talets-hjaltar/. Läst 10 mars 2014.
5. ↑  ”Hotel Rwanda”. Svensk filmdatabas. 18 mars 2005. http://www.sfi.se/sv/svensk-filmdatabas/Item/?type=MOVIE&itemid=60163. Läst 7 oktober 2016.